# Câu lạc bộ bóng đá Thiên Tân Tân Môn Hổ
Câu lạc bộ bóng đá Thiên Tân Tân Môn Hổ (tiếng Anh: Tianjin Jinmen Tigers F.C.; giản thể: 天津津门虎; phồn thể: 天津津門虎) là một câu lạc bộ bóng đá chuyên nghiệp có trụ sở tại Thiên Tân, Trung Quốc. Đội bóng đang thi đấu ở Chinese Super League thuộc sự quản lý của Hiệp hội bóng đá Trung Quốc. Sân nhà của Thiên Tân Tân Môn Hổ là sân Trung tâm Olympic Thiên Tân với sức chứa 54.000 chỗ ngồi.
Ngày 12 tháng 5 năm 2020, câu lạc bộ giải thể dưới tên "Thiên Tân Thiên Hải" nhưng lại được tái lập và hợp nhất với câu lạc bộ TEDA Thiên Tân, á quân Super League 2010, một năm sau đó để trở thành "Thiên Tân Tân Môn Hổ" như ngày nay. Quyền sở hữu câu lạc bộ khi đó cũng đã được chuyển giao từ tập đoàn Đông dược Quyền Kiện sang tập đoàn TEDA Holdings, chủ sở hữu của TEDA Thiên Tân.

## Lịch sử tên gọi
- 2006–2007: Hô Hòa Hạo Đặc Tân Hải/ "Hohhot Binhai F.C."/ 呼和浩特滨海
- 2008–2015: Thiên Tân Tùng Giang/ "Tianjin Songjiang F.C."/ 天津松江
- 2015–2018: Thiên Tân Quyền Kiện/ "Tianjin Quanjian F.C."/ 天津权健
- 2019–2020: Thiên Tân Thiên Hải/ "Tianjin Tianhai F.C."/ 天津天海
- 2021–: Thiên Tân Tân Môn Hổ/ "Tianjin Jinmen Tigers F.C."/ 天津津门虎

## Kết quả
Vị trí tổng sắp khi các mùa giải đã kết thúc
- Tính đến cuối mùa giải 2016.[1][2]

| Năm  | Hạng | Pld | W  | D  | L  | GF | GA | GD | Pts  | Pos | FA Cup | Super Cup | Châu Á | Att./G | Sân                                                                                      |
| ---- | ---- | --- | -- | -- | -- | -- | -- | -- | ---- | --- | ------ | --------- | ------ | ------ | ---------------------------------------------------------------------------------------- |
| 2007 | 3    | 14  | 4  | 6  | 4  | 19 | 19 | 0  | 18   | 5 1 | NH     | DNQ       | DNQ    |        | Sân vận động nhân dân Hô hòa hạo đặc                                                     |
| 2008 | 3    | 18  | 12 | 2  | 4  | 36 | 14 | 22 | 29 2 | 5   | NH     | DNQ       | DNQ    |        | Trung tâm Thể thao Hà Đông                                                               |
| 2009 | 3    | 14  | 4  | 7  | 3  | 18 | 15 | 3  | 18 2 | 9   | NH     | DNQ       | DNQ    |        | Sân vận động Trung tâm Olympic Thiên Tân                                                 |
| 2010 | 3    | 19  | 11 | 5  | 3  | 32 | 12 | 20 | 35 2 | RU  | NH     | DNQ       | DNQ    |        | Sân vận động Trung tâm Olympic Thiên Tân                                                 |
| 2011 | 2    | 26  | 5  | 10 | 11 | 23 | 31 | −8 | 25   | 12  | R1     | DNQ       | DNQ    |        | Sân vận động Trung tâm Olympic Thiên Tân                                                 |
| 2012 | 2    | 30  | 12 | 9  | 9  | 27 | 24 | 3  | 45   | 6   | R2     | DNQ       | DNQ    | 2,998  | Sân vận động bóng đá Đoàn Bạc Thiên Tân                                                  |
| 2013 | 2    | 30  | 8  | 11 | 11 | 31 | 36 | −5 | 35   | 10  | R3     | DNQ       | DNQ    | 2,247  | Sân vận động bóng đá Đoàn Bạc Thiên Tân Sân vận động Công viên giáo dục Hải Hà Thiên Tân |
| 2014 | 2    | 30  | 12 | 7  | 11 | 39 | 33 | 6  | 43   | 7   | R3     | DNQ       | DNQ    | 2,511  | Sân vận động bóng đá Đoàn Bạc Thiên Tân                                                  |
| 2015 | 2    | 30  | 9  | 9  | 12 | 28 | 33 | −5 | 36   | 9   | R3     | DNQ       | DNQ    | 7,369  | Sân vận động bóng đá Đoàn Bạc Thiên Tân                                                  |
| 2016 | 2    | 30  | 18 | 5  | 7  | 61 | 27 | 34 | 59   | C   | QF     | DNQ       | DNQ    | 12,165 | Sân vận động Công viên giáo dục Hải Hà Thiên Tân                                         |
| 2017 | 1    | 30  |    |    |    |    |    |    |      |     |        | DNQ       | DNQ    |        | Sân vận động Công viên giáo dục Hải Hà Thiên Tân                                         |

- ^Chú thích 1 : Bảng miền Bắc Trung Quốc ^Chú thích 2 : Trong vòng bảng.

Ký hiệu
| \| \| Hạng đấu cao nhất \| \| \| Hạng đấu thứ 2 \| \| \| Hạng đấu thứ 3 \| \| C \| Vô địch \| \| RU \| Á quân \| \| 3 \| Hạng ba \| \| \| Xuống hạng \| | - Pld = Trận đấu - W = Trận thắng - D = Trận hòa - L = Trận thua - F = Bàn thắng - A = Bàn thua - Pts = Điểm số - Pos = Xếp hạng | - DNQ = Không đủ điều kiện - DNE = Không tham gia - NH = Không tổ chức - - = Không tồn tại - R1 = Vòng 1 - R2 = Vòng 2 - R3 = Vòng 3 - R4 = Vòng 4 | - F = Chung kết - SF = Bán kết - QF = Tứ kết - R16 = Vòng 1/16 - Group = Vòng bảng - GS2 = Vòng bảng thứ hai - QR1 = Vòng loại thứ nhất - QR2 = Vòng loại thứ hai - QR3 = Vòng loại thứ ba |
| | Hạng đấu cao nhất | | |
| | Hạng đấu thứ 2 | | |
| | Hạng đấu thứ 3 | | |
| C | Vô địch | | |
| RU | Á quân | | |
| 3 | Hạng ba | | |
| | Xuống hạng | | |